# Дымово (Кимрский район)
Дымово — опустевшая деревня в Кимрском районе Тверской области. Входит в состав Центрального сельского поселения.

## География
Находится в юго-восточной части Тверской области на расстоянии приблизительно 12 км на запад по прямой от районного центра города Кимры в левобережной части района.

## История
Известна была с 1628 года как пустошь, в 1780-х годах упоминалась как сельцо помещиков Шемякиных из 20 дворов. В 1859 году здесь (деревня Корчевского уезда Тверской губернии) было учтено 46 дворов, в 1887 — 47.

## Население
Численность населения: 160 человек (1780-е годы), 269 (1859), 302 (1887), 0 как в 2002 году, так и в 2010.